# Stuart Devenie
Stuart Forbes Devenie MNZM (nacido el 12 de julio de 1951) es un actor y director teatral neozelandés cuya carrera abarca tres décadas en el escenario y la pantalla. Ha actuado en producciones teatrales a nivel nacional e internacional. En la década de 1980 fue director artístico del Centrepoint Theatre en Palmerston North y fue profesor principal en la Toi Whakaari New Zealand Drama School. En 2000 fundó la compañía de teatro Playfair Ltd.

## Cine y televisión
Como actor, Devenie es más conocido por un trío de apariciones en películas de Peter Jackson: Meet the Feebles (1989), Braindead (1992), conocida en los Estados Unidos como Dead Alive) y The Frighteners (1996). Su papel más memorable puede ser el del padre McGruder en Braindead, donde pronuncia la frase "¡Pateo traseros por el Señor!". En 2000, apareció como el gobernador Croque en la serie de televisión de corta duración de Renaissance Pictures Jack of All Trades, junto al actor estadounidense Bruce Campbell. Más recientemente, interpretó al dios nórdico Njord en The Almighty Johnsons.

## Teatro
Devenie ha dirigido The Orderly Business of Life y The God Boy para la Auckland Theatre Company. Como actor, ha interpretado muchos papeles principales y ha actuado en importantes producciones durante su distinguida carrera teatral, desde obras clásicas hasta obras contemporáneas y neozelandesas. Entre sus producciones se incluyen La gata sobre el tejado de zinc, Calígula, El talentoso Sr. Ripley, Ladies Night, Middle Age Spread, Asesinos en serie, El cojo de Inishmaan, Doce hombres sin piedad, El tío Vania, Molly Sweeney y El árbol de Pohutukawa.

## Honores
En los Honores de Año Nuevo de 2008, Devenie fue nombrado Miembro de la Orden del Mérito de Nueva Zelanda por sus servicios al entretenimiento.